# Manfred Mosblech
Manfred Mosblech (* 3. Oktober 1934 in Berlin; † April 2012 ebenda) war ein deutscher Film- und Fernsehregisseur, Drehbuchautor und Schauspieler.

## Leben
Manfred Mosblech arbeitete ab 1967 als Regisseur beim Fernsehen der DDR. Einen Schwerpunkt seiner Arbeit bildeten dabei Kriminalfilme. Für die Krimiserie Blaulicht (1959–1968), die das DDR-Pendant zu Stahlnetz bildete, führte er in neun Folgen die Regie.
Im Jahr 1971 wurde der Polizeiruf 110 als Antwort des DDR-Fernsehens auf den Tatort ins Leben gerufen. Insgesamt führte er in 13 Folgen dieser Reihe die Regie, trat in zwei weiteren als Darsteller auf und verfasste auch zu einigen Folgen die Drehbücher. Besondere Bekanntheit erlangten die Folgen Der Teufel hat den Schnaps gemacht (1981) – eine für das DDR-Fernsehen bis zu diesem Zeitpunkt ungewöhnlich offene Darstellung von Alkoholmissbrauch und seinen Folgen – und Der Mann im Baum (1988), der die Jagd nach einem Sexualstraftäter zeigt. Darüber hinaus inszenierte er auch die erste farbige Folge der Reihe Gesichter im Zwielicht (1973).
Auch für zwei Folgen der DDR-Serie Der Staatsanwalt hat das Wort war er Regisseur und schrieb das Drehbuch. Ebenfalls Regie führte er bei Folgen der Serie Fernsehpitaval von Friedrich Karl Kaul.
Neben Kriminalserien wirkte Mosblech als Drehbuchautor und Regisseur der 1986 ausgestrahlten DDR-Fernsehserie Treffpunkt Flughafen, die Leben und Arbeit einer Crew einer Interflug-Maschine in acht Folgen zeigt.
Nach der Wende setzte Mosblech seine Tätigkeit als Regisseur erfolgreich fort, zunächst für zehn Folgen der ersten Staffel der ZDF-Familienfernsehserie Immer wieder Sonntag (1993–1994) sowie in acht Folgen der Fernsehserie Elbflorenz. Von 1994 bis 2006 führte er die Regie in der ZDF-Arztserie Der Landarzt.
Manfred Mosblech starb im April 2012 im Alter von 77 Jahren.

## Filmografie (Auswahl)
- 1960: Blaulicht (Fernsehserie): Waggon 27 – 14 44 G
- 1960: Blaulicht: Die Butterhexe
- 1960: Blaulicht: Der Kindermörder (Zwei Teile)
- 1960: Blaulicht: Splitter
- 1961: Blaulicht: Antiquitäten
- 1963: Mord in Riverport
- 1966: Blaulicht: Maskenball
- 1967: Blaulicht: Der vierte Mann
- 1967: Blaulicht: Nachtstreife
- 1968: Blaulicht: Leichenfund im Jagen 14
- 1971: Standesamt – Eintritt frei
- 1972: Polizeiruf 110: Minuten zu spät (Regie und Darsteller)
- 1973: Polizeiruf 110: Gesichter im Zwielicht
- 1973: Rotfuchs (Fernsehfilm: Regie und Drehbuch)
- 1975: Polizeiruf 110: Der Mann
- 1977: Polizeiruf 110: Kollision
- 1978: Polizeiruf 110: Holzwege
- 1978: Polizeiruf 110: Die letzte Chance (Darsteller)
- 1979: Polizeiruf 110: Die letzte Fahrt (Regie und Darsteller)
- 1979: Marta, Marta (Fernsehfilm)
- 1979: Herbstzeit
- 1980: Polizeiruf 110: In einer Sekunde (Darsteller)
- 1980: Polizeiruf 110: Die Entdeckung
- 1981: Polizeiruf 110: Der Teufel hat den Schnaps gemacht
- 1981: Berühmte Ärzte der Charité: Der Mann aus Jena
- 1982: Polizeiruf 110: Der Unfall
- 1983: Polizeiruf 110: Es ist nicht immer Sonnenschein
- 1983: Polizeiruf 110: Schnelles Geld
- 1986: Treffpunkt Flughafen (Fernsehserie)
- 1988: Polizeiruf 110: Der Mann im Baum
- 1990: Polizeiruf 110: Falscher Jasmin (TV-Reihe)
- 1990: Der Staatsanwalt hat das Wort: Küsse und Schläge
- 1990: Der Staatsanwalt hat das Wort: Blonder Tiger, schwarzer Tango
- 1993–1994: Immer wieder Sonntag
- 1994: Elbflorenz
- 1994–2006: Der Landarzt
- 1998: So ein Zirkus!
- 1999–2000: Für alle Fälle Stefanie

## Auszeichnungen
1975: Heinrich-Greif-Preis 2. Klasse